# Aeonium simsii
Aeonium simsii (Sw.) Stearn es una especie de planta tropical con hojas suculentas del género Aeonium, familia de las crasuláceas.

## Distribución geográfica
Aeonium simsii' es un endemismo de la isla de Gran Canaria en las Islas Canarias.

## Descripción
Pertenece al grupo de especies herbáceas con la base leñosa. Las flores son de color amarillo y las hojas, dispuestas en densas rosetas, poseen glándulas lineares en el envés y cilios largos e hialinos en el borde.

## Nombre común
Se conoce como "cóngano".

## Taxonomía
Aeonium simsii fue descrita por (Sw.) Stearn   y publicado en The Gardeners' Chronicle, ser. 3 130: 169. 1951.
Etimología
Ver: Aeonium
simsii: epíteto dedicada a John Sims (1749-1831), botánico inglés.
Sinonimia
- Sempervivum simsii
- Sempervivum ciliatum[5]
- Aeonium caespitosum  (Chr. Sm. ex Link in Buch) Webb et Berth.
- Sempervivum caespitosum Chr. Sm. ex Link in Buch.[6]